# Tsubasa Yokotake
Tsubasa Yokotake (født 30. oktober 1989) er en japansk professionel fodboldspiller.
Han har spillet for flere forskellige klubber i sin karriere, herunder Sanfrecce Hiroshima og Gainare Tottori.